# Бојни брод
Бојни брод је назив за најјаче наоружан и највише оклопљен ратни брод са главном бродском батеријом која се састоји од топова великог калибра. Постоје од XVI века са појавом карака и галеона, у XVII и XVIII веку као линијски бродови, оклопњаче, предредноти у XIX, а дредноти на самом почетку XX века. 
Током касног XIX века. и почетка XX века. века бојни брод био је најмоћнија врста ратног брода, а флота концентрисана око бојног брода била је кључни део командне доктрине поморског ратовања неколико деценија. 
Током Другог светског рата бојни је брод је застарео и престао да буде одлучујући фактор на мору. Много кориснији у поморском ратовању постали су пре свега мањи и бржи разарачи, подморнице и моћни носачи авиона. Док је неколико бојних бродова коришћено у својству бродова за подршку, за гашење пожара и као платформе за вођене ракете. Неке земље су задржале бојне бродове и након педесетих година 20. века, а последњи бродови су повучени из употребе крајем 1990-их и 2000-их.

## Намена
Бојни бродови су давали артиљеријску подршку, то јест, вршили су гађање циљева на обали, у унутрашњости, на мору и за амфибијске десанте. Често су служили као командни бродови. Међутим, њихова главна улога била је да ограниче коришћење мора у било које сврхе од стране непријатеља. Вредност борбеног брода била је доведена у питање чак и током њиховог врхунца. Током Првог и Другог светског рата, делатност немачке морнарице била је ограничена од стране краљевске морнарице, која је имала више ратних бродова. С друге стране, подморнице и авиони постали су важнији чиниоци у поморском ратовању а могли су бити произведени у великом броју. 
Бојни бродови били су рањиви са мањим и јефтинијим оружјем као што су торпеда, поморске мине, а касније и авиони те вођене ракете а са тим и мање ефикасни.

## Стратегија и доктрина

### Доктрина
Борбени бродови били су отеловљење морске моћи. За Алфреда Теара Мена (Alfred Thayer Mahan) и његове следбенике, снажна морнарица била је пресудна за успјех једне нације, а контрола мора била је од пресудне важности за пројекцију силе на копно и море. Менова теорија, предложена у Утицају морске моћи на историју 1660.-1783. Из 1890., Диктирала је улогу борбеног брода да истјера непријатеља са мора. Иако би посао пратње, блокаде и рације могли обављати крсташи или мања пловила, присуство борбеног брода било је потенцијална пријетња било којем конвоју у пратњи било којег брода осим капиталних бродова. Овај концепт "потенцијалне претње" може се даље генерализовати пуким постојањем (за разлику од присуства) моћне флоте која везује противничку флоту. Овај концепт је постао познат као „флота у постојању“ - неактивна, али још увек моћна флота која је присиљавала друге да троше време, ресурсе и труд да се активно заштите од ње.
Мен је даље рекао да се победа може постићи једино ангажманом између бојних бродова, који су у неким пловилима постали познати као одлучујућа доктрина борбе, док су циљали на трговачке бродове (трговачка рација или (guerre de course), како их је позвао Жени Иколе (Jeune École)) никада не могу успети.
Мен је био веома утицајан у поморским и политичким круговима током читавог доба борбеног брода, позивајући на велику флоту најмоћнијих могућих борбених бродова. Менов се рад развио крајем 1880-их, а крајем 1890-их стекао је велики међународни утицај на поморску стратегију; на крају су га усвојиле многе главне морнарице (посебно британска, америчка, немачка и јапанска ). Снага Маханијиног мишљења била је важна у развоју трка за борбене органе, а подједнако је важна и у споразуму сила да ограниче број борбених бродова у међуратном добу.
Предложени борбени бродови „флота у постојању“ једноставно би постојањем могли да вежу супериорне непријатељске ресурсе. За то се веровало да може успоставити равнотежу у сукобу чак и без битке. Ово сугерише да би чак и за слабије морнаричке моћи флота бојних бродова могла имати важан стратешки ефекат.

### Стратешки и дипломатски утицај
Присуство борбених бродова имало је велики психолошки и дипломатски утицај. Слично данашњем посједовању нуклеарног оружја, власништво над бродовима служило је за побољшање пројекције снага једне земље.
Чак и за време хладног рата, психолошки утицај борбеног брода био је значајан. 1946, америчка мисија Мисури послата је да достави посмртне остатке амбасадора из Турске, а њено присуство у турским и грчким водама спречило је могући совјетски продор у регион Балкана. У септембру 1983. године, када је милиција Друза у планинама Схоуф у Либанону пуцала на мировне трупе САД, долазак УСС Њу Џерсија променио је однос снага. Артиљеријска ватра из Њу Џерсија касније је убио вође милиција.